# Trent McCleary
Trent Kenneth McCleary (né le 8 septembre 1972 à Swift Current dans la province de Saskatchewan au Canada) est un joueur professionnel canadien de hockey sur glace. Il évoluait au poste d'ailier droit.

## Biographie
Évoluant dans la Ligue de hockey de l'Ouest pour les Broncos de Swift Current, il signe son premier contrat professionnel avec les Sénateurs d'Ottawa en octobre 1992. Après deux saisons passées dans les ligues mineures avec des équipes affiliée aux Sénateurs, il fait ses débuts dans la Ligue nationale de hockey avec l'équipe en 1995-1996. 
Son passage avec Ottawa ne dure qu'une saison puisqu'il est échangé durant l'été 1996 aux Bruins de Boston avec un choix de repêchage contre Shawn McEachern. Il joue une saison avec les Bruins avant de passer la totalité de la saison 1997-1998 dans la Ligue internationale de hockey avec les Vipers de Détroit et le Thunder de Las Vegas. Peu avant le début de la saison 1998, il signe comme agent libre avec les Canadiens de Montréal.
Le 29 janvier 2000, alors que les Canadiens affrontent les Flyers de Philadelphie, il est victime d'un incident qui a failli lui coûter la vie ; il reçoit un tir frappé à la gorge de la part du joueur adverse Chris Therien alors qu'il s'apprêtait à bloquer son tir. Son larynx est fracturé et le joueur n'arrive plus à respirer. Après avoir reçu les soins des médecins de l'équipe, il est transporté d'urgence à l'hôpital où il subit une trachéotomie. Il a également eu besoin de chirurgies pour réparer son larynx fracturé et ne reprend la parole que six semaines après l'incident.
La blessure ayant mis fin à sa saison, il espère revenir au jeu pour la saison 2000-2001. Bien qu'il ait pris part à un match préparatoire, sa capacité respiratoire est insuffisante et il est contraint d'annoncer sa retraite le 20 septembre.

## Statistiques
| Saison     | Équipe                              | Ligue      |     | Saison régulière | Saison régulière | Saison régulière | Saison régulière | Saison régulière |   | Séries éliminatoires | Séries éliminatoires | Séries éliminatoires | Séries éliminatoires | Séries éliminatoires |
| Saison     | Équipe                              | Ligue      | PJ  | B                | A                | Pts              | Pun              | PJ               | B | A                    | Pts                  | Pun                  |                      |                      |
| 1988-1989  | Broncos de Swift Current            | LHOu       | 3   | 0                | 0                | 0                | 0                | -                | - | -                    | -                    | -                    |                      |                      |
| 1989-1990  | Broncos de Swift Current            | LHOu       | 70  | 3                | 15               | 18               | 43               | 4                | 1 | 0                    | 1                    | 0                    |                      |                      |
| 1990-1991  | Broncos de Swift Current            | LHOu       | 70  | 16               | 24               | 40               | 53               | 3                | 0 | 0                    | 0                    | 2                    |                      |                      |
| 1991-1992  | Broncos de Swift Current            | LHOu       | 72  | 23               | 22               | 45               | 240              | 8                | 1 | 2                    | 3                    | 16                   |                      |                      |
| 1992-1993  | Broncos de Swift Current            | LHOu       | 63  | 17               | 33               | 50               | 138              | 17               | 5 | 4                    | 9                    | 16                   |                      |                      |
| 1992-1993  | Senators de New Haven               | LAH        | 2   | 1                | 0                | 1                | 6                | -                | - | -                    | -                    | -                    |                      |                      |
| 1993-1994  | Senators de l'Île-du-Prince-Édouard | LAH        | 4   | 0                | 0                | 0                | 6                | -                | - | -                    | -                    | -                    |                      |                      |
| 1993-1994  | Senators de Thunder Bay             | CoHL       | 51  | 23               | 17               | 40               | 123              | 9                | 2 | 11                   | 13                   | 15                   |                      |                      |
| 1994-1995  | Senators de l'Île-du-Prince-Édouard | LAH        | 51  | 9                | 20               | 29               | 60               | 9                | 2 | 3                    | 5                    | 26                   |                      |                      |
| 1995-1996  | Sénateurs d'Ottawa                  | LNH        | 75  | 4                | 10               | 14               | 68               | -                | - | -                    | -                    | -                    |                      |                      |
| 1996-1997  | Bruins de Boston                    | LNH        | 59  | 3                | 5                | 8                | 33               | -                | - | -                    | -                    | -                    |                      |                      |
| 1997-1998  | Vipers de Détroit                   | LIH        | 21  | 1                | 1                | 2                | 45               | -                | - | -                    | -                    | -                    |                      |                      |
| 1997-1998  | Thunder de Las Vegas                | LIH        | 54  | 7                | 6                | 13               | 120              | 3                | 1 | 0                    | 1                    | 2                    |                      |                      |
| 1998-1999  | Canadiens de Montréal               | LNH        | 46  | 0                | 0                | 0                | 29               | -                | - | -                    | -                    | -                    |                      |                      |
| 1999-2000  | Canadiens de Montréal               | LNH        | 12  | 1                | 0                | 1                | 4                | -                | - | -                    | -                    | -                    |                      |                      |
| 1999-2000  | Citadelles de Québec                | LAH        | 27  | 7                | 9                | 16               | 56               | -                | - | -                    | -                    | -                    |                      |                      |
| Totaux LNH | Totaux LNH                          | Totaux LNH | 192 | 8                | 15               | 23               | 134              | -                | - | -                    | -                    | -                    |                      |                      |

## Trophées et honneurs personnels
- 1988-1989 : champion de la Coupe Memorial avec les Broncos de Swift Current.